# 神領編年史
《神領編年史》是一款由Lancarse和史克威爾艾尼克斯共同開發並由後者發行在Microsoft Windows、Nintendo Switch、PlayStation 4、PlayStation 5、Xbox One和Xbox Series X/S平台上的戰略角色扮演遊戲，將在2022年9月22日公開發售。

## 遊戲玩法
《神領編年史》是一款戰略角色扮演遊戲，它的角色動作不像《最终幻想战略版》一樣以拼接圖為主，而是像XCON系列那樣允許玩家採取更自由的定向移動。該作有許多即时战略元素，其戰鬥系統名叫「即時制戰術戰鬥系統」（Real-Time Tactical Battle System），暗指活躍戰鬥時間系統。
玩家需控制一批角色進行戰術戰鬥，進行諸如消滅敵人、保衛據點、護送盟友或佔領地圖某處等任務。與火焰之纹章系列類似的是，隨著戰鬥的展開，遊戲的視角也會隨之發生變化。結束戰鬥任務後，參與其中的角色小隊會獲得可用於升級不同角色能力的技能點數。

## 劇情
《神領編年史》的舞台設在一個飽經戰爭蹂躪的大陸上，盤據在迪歐菲爾德島的歐提納王國（Kingdom of Alletain）有天發現自己身處於托爾貝特-施維亞帝國（Trovelt-Schoevian Empire）和羅提爾同盟（Rowetale Alliance）的戰爭之中。最終帝國成功撃敗同盟，並將目光放在翡翠資源豐富的歐提納。遊戲的故事圍繞在歐提納境內活躍的「藍狐狸傭兵團」（Blue Foxes），其四名隊長分別是通曉古代巫術的皇家侍衛安德利亞斯·隆達森（Andrias Rhondarson）、隆達森的總角之交弗雷德列特·雷斯達（Fredret Lester）、背離貴族的天才弓箭手伊斯卡里昂·科爾切斯特（Iscarion Colchester）和上流貴族的千金魔法師瓦爾塔琴·雷迪奇（Waltaquin Redditch）。

### 登場人物

#### 主要角色
安德利亞斯·隆達森（Andrias Rhondarson，聲：岡本信彦）
領導「藍狐狸傭兵團」的四名隊長之一，既沉著冷靜也深謀遠慮，年幼時已因其出眾天賦而被賞識成為王子的護衛，同時精通迪歐菲爾德島世代流傳的的古代魔術。
弗雷德列特·雷斯達（Fredret Lester，聲：諏訪部順一）
領導「藍狐狸傭兵團」的四名隊長之一，出身於中階貴族雷斯達家，隆達森的兒時好友，有著直率衝動的性格，因擅長馬術而時常擔任騎兵統帥在前線衝鋒陷陣。
伊斯卡里昂·科爾切斯特（Iscarion Colchester，聲：福山潤）
領導「藍狐狸傭兵團」的四名隊長之一，下級貴族科爾切斯特族的長子，卻在十多歲時離開家族周遊王國各地，期間練就出無人能比的箭術，會刻意與人保持距離，但內裡有著為人體貼的一面。
瓦爾塔琴·雷迪奇（Waltaquin Redditch，聲：水瀨祈）
「藍狐狸傭兵團」四名隊長中的唯一女性，在歐提納南部雄霸一方之上級貴族雷迪奇家的千金，有著出眾的美貌和智慧，還在古代魔術領域有著極深的造詣，卻唯獨因受盡寵愛而恃寵。

#### 其他角色
艾潔雷雅·維根（Izlair Wigan，聲：前田佳織里）
「藍狐狸傭兵團」的團員，著名傭兵佐亞克·維根的獨生女，繼承了其父親才能而擁有可殺人於無形的高超劍術，但性格溫柔善良，不喜歡流血衝突。
洛琳·路西歐（Lorraine Luckshaw，聲：伊藤美來）
「藍狐狸傭兵團」的團員，負責與王政府之間的傳訊，出身自中流貴族路西歐家，從小便天資聰穎，16歲時因被迫政治聯姻而離家出走，後來進入了韓德轄下的公學就讀。
尤瑪莉妲·巴利亞斯（Umarida Bareas，聲：上坂堇）
「藍狐狸傭兵團」的團員，身材高大且體能優秀，但不善與人接觸，經常獨自一人行動，擅用近代魔術武器「鋼固力持」進行狙擊。
海瑟莉亞·榭法姆（Hezaleah Shaytham，聲：山田美鈴）
歐提納王國的王女，剛出生便因父皇病入膏肓而深陷權力鬥爭之中，曾被其哥哥維克多和元老院大臣金布爾合謀綁架，一直被軟禁在深山的離宮之中。
威廉·韓德（William Hende，聲：津田健次郎）
韓德公爵家之主，元老院大臣之一，靠翡翠交易累積了巨大的財富。
佐亞克·維根（Zoruaq Wigan，聲：濱田賢二）
聞名歐提納國內的著名傭兵，艾潔雷雅的父親，曾隨王軍四處征戰，立下了多番戰功，但後來因腳傷而退出現役，並匿藏了逃難而來的隆德森和雷斯達。
特雷米娜·安布魯托（Tremina Umbert，聲：辻美優）
商人的女兒，性格正經死板，給人一種冰山美人的感覺，但為人愛國，會為國家盡心盡力，在到訪大陸後轉而向王國內部傳播民主主義思想。
卡斯塔夫·布塔瓦（Casteve Bunnow，聲：寺島惇太）
威爾瑪共和國出身的同盟軍騎兵，性格陽光開朗且具好奇心，年輕時曾四處流浪，並在各支部隊內部提升自己的實力。
凱特莉奴（聲：Lynn）
格蘭貝爾聖教直屬武装組織「聖殿騎士團」的成員，自幼便接受了劍術、盾術及魔術的訓練，對聖教的教義深信不疑。
艾斯塔提·尤法（Estalt Yewfere，聲：佐藤美由希）
在格蘭貝爾聖教所管的孤兒院中長大的魔術師美少年，會定期接受「聖殿騎士團」的委託，個性以事論事，不留任何情面，對周遭人事物有著極強的反動心態。
席瓦特·馬丁（Shivat Malzin，聲：古川慎）
鬣狗盜賊團首領哈迪的貼身待衛之一，曾是雷迪奇家族的僕人，在瓦爾塔琴年幼時已認識，後來輾轉來到盜賊團，但會在各陣容之間遊走，從不在一處久留。
傑瓦提安·舒加爾（Zevatian Schugel，聲：木村良平）
率軍攻打歐提納的托爾貝特-施維亞帝國統帥，有著異於常人的優秀軍事才能，在帝國內部有著極高的聲望，被認為是繼承皇位的不二之選，但同時被許多人視為危險人物。

## 開發
2022年3月9日，索尼在「State of Play」直播活動上概述了未來將在PlayStation上推出的遊戲，其中史克威爾艾尼克斯便公佈將在該平台上發行《神領編年史》和《女神戰記 極樂世界》兩部作品，並隨後公佈前者除了會在PlayStation 4、PlayStation 5和Windows上發布之外，還會登陸Nintendo Switch、Xbox One和Xbox Series X/S。
《神領編年史》由史克威爾艾尼克斯與Lancarse共同開發，後者曾與Atlus一起製作《真·女神轉生 奇幻旅程》，其角色設計由此前曾參與《紅蓮之王》開發工作的Taiki擔當，而概念美術交予筆下有《最终幻想XII》及《最终幻想XIII》的上國料勇領銜負責，也因如此該作的藝術風格有時候與最終幻想系列十分相似，儘管兩者沒有任何關聯性可言。至於配樂方面，開發商則邀請到電視劇《權力的遊戲》的作曲家拉民·贾瓦迪和布蘭登·坎貝爾參與。《神領編年史》在2022年8月10日釋出試玩版本，並定檔於同年9月22日發行。

## 外部連結
- 官方网站：日文、繁體中文、簡體中文
- 神領編年史的X（前Twitter）